# Squamellaria thekii
Squamellaria thekii là một loài thực vật có hoa trong họ Thiến thảo. Loài này được Jebb miêu tả khoa học đầu tiên năm 1991.